# Litomyšl zastávka
Litomyšl zastávka je železniční zastávka Litomyšli v Pardubickém kraji. Nachází se v severozápadní části města na katastrálním území vesnice Nedošín.

## Popis
Zastávka je předposlední, třináctou zastávkou jednokolejné regionální dráhy z Chocně přes Vysoké Mýto, v jízdním řádu pro cestující uváděné pod číslem 018, a to na kilometru 22,5. Je součástí místního integrovaného dopravního systému. Pravidelnou osobní dopravu provozují České dráhy.

## Služby
V zastávce není možné koupit jízdenky, cestujícím je však k dispozici přístřešek. Na silnici do Nedošína je zastávka linky MHD číslo 10 „Litomyšl, Vertex“.